# Vikinghoorn (Maastricht)
De Vikinghoorn, ook wel Scandinavische drink- of reliekhoorn, voorheen ook Jachthoorn van Sint-Hubertus genoemd, is een meer dan duizend jaar oud kunstvoorwerp in de Schatkamer van de Onze-Lieve-Vrouwebasiliek in de Nederlandse stad Maastricht. De met zilverbeslag versierde drinkhoorn kwam waarschijnlijk rond het midden van de tiende eeuw tot stand in Denemarken. De Maastrichtse Onze-Lieve-Vrouwekerk verwierf het voorwerp op een onbekend moment en nam het in gebruik als reliekhouder, waarmee het een devotionele betekenis kreeg. Tegenwoordig wordt het voorwerp vooral gewaardeerd om zijn kunsthistorische betekenis en is het een van de topstukken in de schatkamer.

## Geschiedenis
Hoe en wanneer de Vikinghoorn in het bezit van de Onze-Lieve-Vrouwekerk is gekomen is niet bekend. Mogelijk was dat al in de elfde eeuw het geval, toen de prins-bisschop van Luik in Maastricht een munt liet slaan met de afbeelding van een hoorn met een bolletje aan de punt. Waarom de hoorn zou zijn afgebeeld op een munt is onbekend. De oudste schriftelijke vermelding van de hoorn dateert uit de vroege zeventiende eeuw. In deze beschrijving van een reliekentoning wordt vermeld dat de hoorn relieken bevatte van Sint-Hilarius, aarde van de heilige plaatsen waar de wonderbaarlijke broodvermenigvuldiging en de uitstorting van de Heilige Geest had plaatsgevonden, en diverse andere relieken. De hoorn was in deze periode waarschijnlijk bedekt met een laag goudkleurige verf, die later verwijderd is. De Vikinghoorn is in een ver verleden gerestaureerd, mogelijk al in de middeleeuwen, waarbij diverse plaatjes van het metaalbeslag zijn vervangen en de decoratiepatronen zo goed en zo kwaad mogelijk zijn gekopieerd in een andere techniek (geciseleerd in plaats van gestempeld).
Maastricht werd in 1794 bezet door Franse revolutionaire troepen en in mei 1795 ingelijfd bij de Eerste Franse Republiek. De opheffing van de kloosters en kapittels in 1797 werd voorafgegaan door een periode van zware oorlogsbelastingen, waardoor de kapittels zich genoodzaakt zagen een groot deel van hun goud- en zilverschat om te laten smelten. In de Onze-Lieve-Vrouwekerk wisten de kanunniken het merendeel van de relieken (ontdaan van hun kostbare omhulsels) in veiligheid te brengen. Ook de drie reliekhoorns van de kerk, waarin relatief weinig edelmetaal was verwerkt, bleven behouden. In 1817, toen duidelijk was dat het kapittel van Onze-Lieve-Vrouwe niet meer zou worden heropgericht, werden deze overgedragen aan de Sint-Nicolaasparochie. Pas in 1837 kreeg de oude kapittelkerk weer haar religieuze functie terug, nu als parochiekerk. Ook in de negentiende en twintigste eeuw zijn kerkschatten verloren gegaan doordat de kunsthistorische waarde ervan niet werd ingezien, of door diefstal. Nu nog wordt in Maastricht het verlies van het Byzantijns patriarchaalkruis en het 'kruisje van Constantijn' betreurd. Beide kruisreliekhouders werden door een overijverige ex-kanunnik in 1837 aan de paus geschonken en bevinden zich sedertdien in de schatkamer van de Sint-Pietersbasiliek in Vaticaanstad.
Uit het midden van de negentiende eeuw zijn enkele tekeningen bewaard gebleven, waarop de hoorn wordt aangeduid als "cors de chasse de St. Hubert" (jachthoorn van Sint-Hubertus), maar het is niet duidelijk waar die benaming op gebaseerd is. De hoorn bevatte rond deze tijd een reliek van de heilige Tranquillus, een van de martelaren van het Thebaanse Legioen. De Akense kanunnik en kunsthistoricus Franz Bock en de Maastrichtse kapelaan en schatbewaarder Michaël Willemsen publiceerden in 1872 een uitgebreide catalogus van de Maastrichtse kerkschatten: Die mittelalterlichen Kunst- und Reliquienschätze zu Maestricht, aufbewahrt in den ehemaligen Stiftskirchen des h. Servatius und Unserer Lieben Frau daselbst, in 1873 gevolgd door een Franstalige versie en een jaar later door een Nederlandstalige samenvatting. De publicaties betekenden een omslag in de herwaardering van het Maastrichtse religieus erfgoed. In de catalogus is de hoorn afgebeeld en beschreven als een "orientalisches Horn". Bock en Willemsen meenden abusievelijk dat zich onder de dikke laag olieverf-verguldsel een tinbeslag bevond. Hoewel ze in een voetnoot verwezen naar overeenkomsten met een Deense gouden hoorn (waarschijnlijk de verloren gegane Gallehus-hoorns), meenden Bock en Willemsen toch uit het oriëntaals aandoende patroon een herkomst uit het Midden-Oosten te kunnen afleiden, mogelijk uit de tijd van de kruistochten (begin twaalfde eeuw of later). Van Nispen tot Sevenaer dateerde de hoorn in 1938 in de negende of tiende eeuw, maar meende in navolging van Bock en Willemsen dat het om een buffelhoorn met tinbeslag ging.

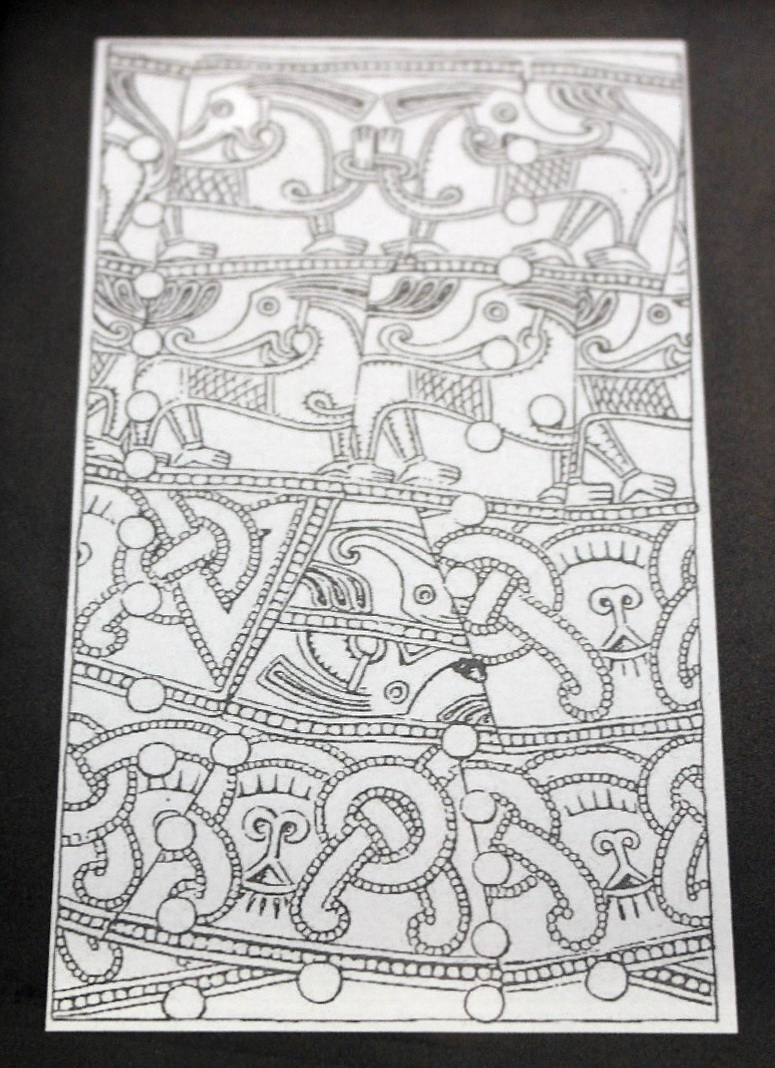
Patroon van het zilverbeslag

De Maastrichtse Vikinghoorn werd in 1939 door het kerkbestuur van de Onze-Lieve-Vrouwekerk uitgeleend aan een grote tentoonstelling in Utrecht ter gelegenheid van de twaalfhonderdste sterfdag van Willibrord. Voorafgaand aan de tentoonstelling werd de hoorn in 1938 opgeknapt door de Utrechtse edelsmid Jan Eloy Brom. Brom verwijderde de dikke, goudkleurige verflaag, die de verfijnde patronen in het metaalbeslag verdoezelde, verstevigde enkele loszittende delen en bracht een nieuwe zilverlaag aan. Ook verving hij het negentiende-eeuwse deksel – volgens Brom plomp en lelijk – door een nieuw exemplaar. Rond deze tijd werd de hoorn tevens onderzocht door de archeologe Anna Roes van de Rijksuniversiteit Utrecht en een deskundige van de Universiteit van Oslo. Beiden kwamen tot de conclusie dat het een Scandinavische, waarschijnlijk Deense drinkhoorn betreft, waarvan het metaalbeslag past in de traditie van de tiende-eeuwse Jellingestijl uit Jutland. Met name de en profile afgebeelde dierfiguren met opengesperde bek en omgekrulde lippen zijn typerend voor deze stijl. Na de tentoonstelling keerde de reliekhoorn terug naar de Maastrichtse schatkamer en werden de relieken van Tranquillus vervangen door de huidige (zie hieronder). Begin 21e eeuw geldt de Vikinghoorn als een van de topstukken in de Schatkamer van de Onze-Lieve-Vrouwebasiliek.

## Beschrijving
De Maastrichtse Vikinghoorn is een hoorn met een lengte van 60,2 cm (gemeten langs de buitenzijde van de kromming. De koorde (de kortste afstand tussen de twee uiteinden) bedraagt 45 cm. De opening van de hoorn heeft een omtrek van 32 cm. Het deksel heeft een diameter van 11,5 cm. Het voorwerp bestaat uit een runderhoorn (Bos primigenius) van donkerbruin hoornmateriaal, die voor meer dan de helft is bekleed met een beslag van verzilverd lood. In dit loodzilverbeslag zijn typisch Scandinavische patronen gestempeld. Hierin zijn van elkaar afgewende dieren en maskerkoppen van mensen of dieren te herkennen, omgeven door vlechtbandornamentiek. Het beslag rondom de rand en het spitse deel zijn onbewerkt en glad. Het spitse uiteinde eindigt in een bol. Het andere uiteinde wordt afgesloten met een glad, scharnierend deksel met een kruisje in het midden, dat in 1938 door Brom werd vernieuwd. Aan de twee uiteinden zijn oogjes aangebracht waaraan een koord kan worden bevestigd. Het loodzilverbeslag bestaat uit drie delen, die op hun beurt weer uit losse fragmenten bestaan, die aan de hoorn bevestigd zijn door middel van pennetjes met bolle koppen. Deze knopjes vormen op het bredere gedeelte zeven decoratieve rijen in de lengte van de hoorn. Het beslag van het middendeel bestaat uit geschakelde driehoeken, die een getand patroon vormen rondom de hoorn. De driehoeken lopen spits toe en zijn aan de punt vastgezet met telkens drie pennetjes, waarvan de knoppen een driepas vormen. De korte zijden van de driehoeken worden op hun plaats gehouden door smalle stroken metaal. Een gedeelte van de driehoeken en smalle stroken is in een ver verleden vernieuwd. Het spits toelopende deel van de hoorn is versierd met een smalle strook, die viermaal om de hoorn is gedraaid.

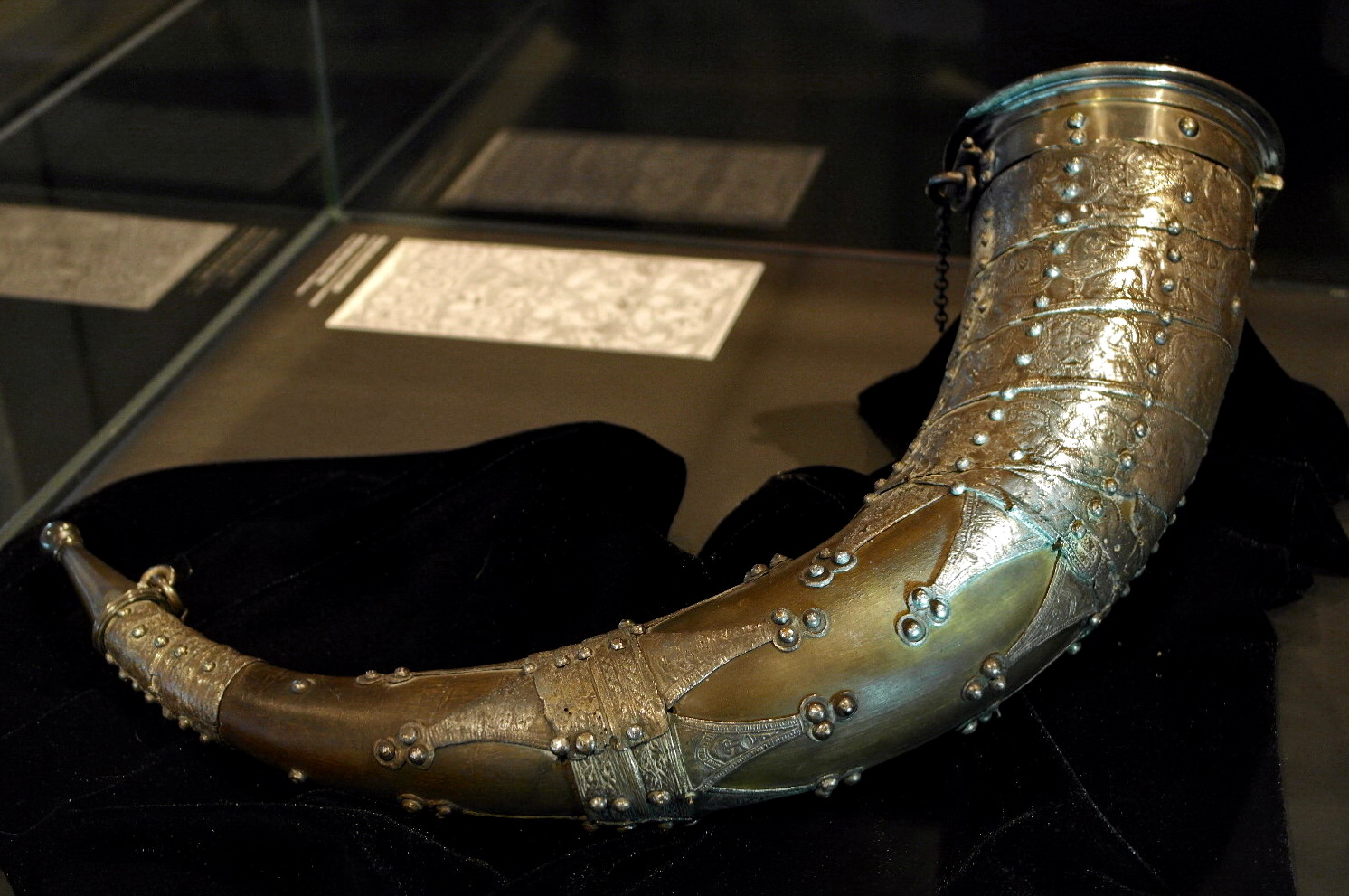
Overzicht
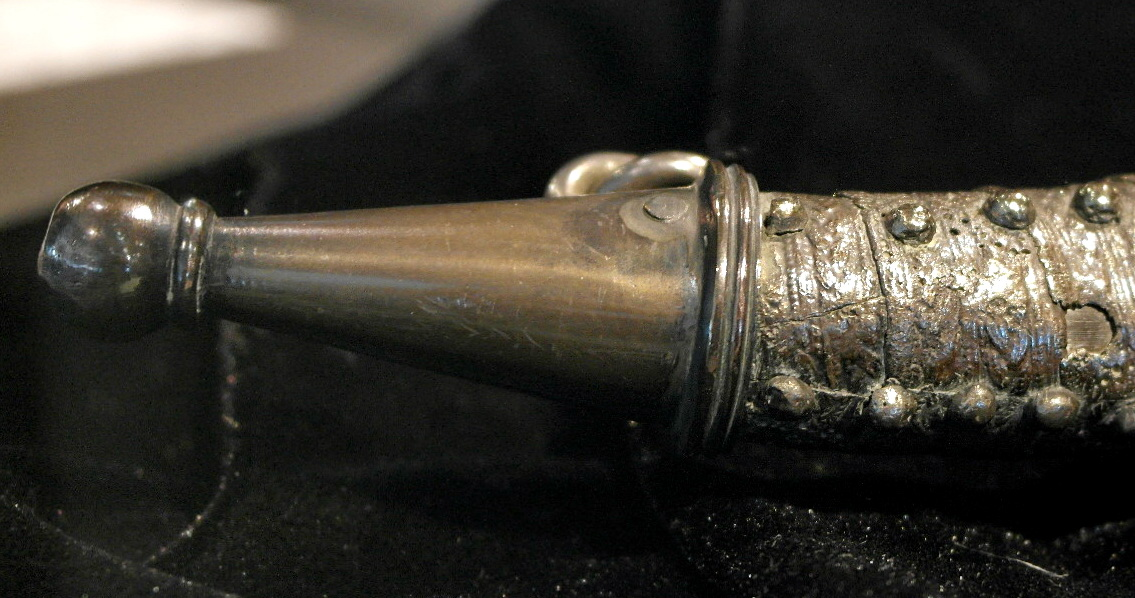
Detail punt
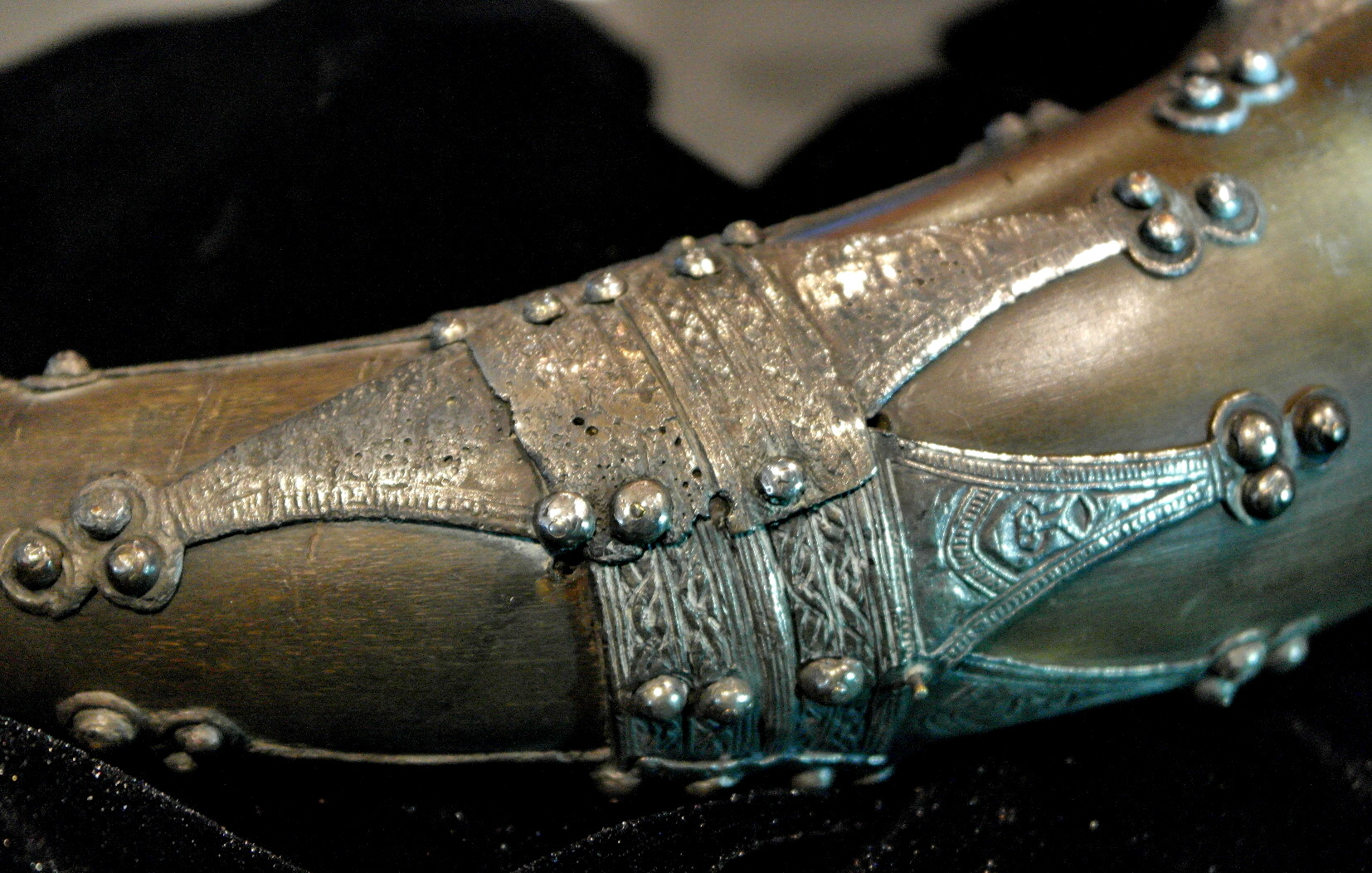
Detail middendeel
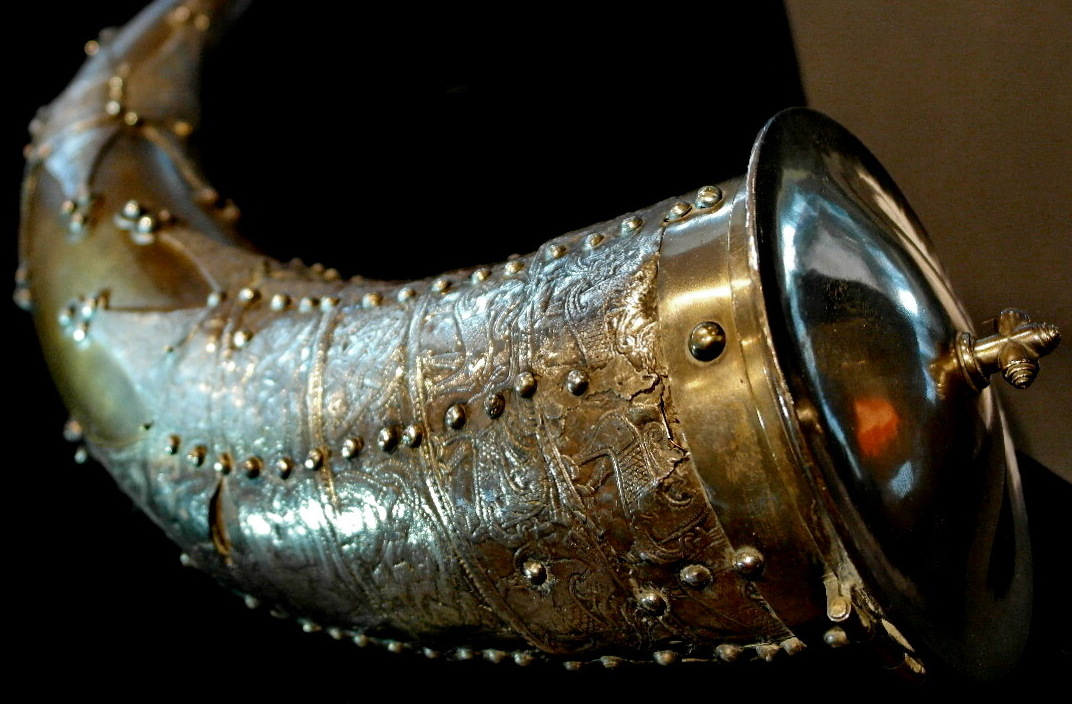
Brede deel met deksel

De inhoud van de hoorn bestaat uit een koperen reliekhoudertje en een reliekenbriefje, die niets met elkaar te maken hebben. Het reliekhoudertje heeft de vorm van een ovale hanger met daarin de relieken van drie apostelen: Tomas, Andreas en Judas Taddeüs. Het reliekenbriefje dateert vermoedelijk uit de negentiende eeuw, toen de hoorn andere relieken bevatte. Het papieren strookje is op lila zijde geplakt en vermeldt: "de S Tranquillo M" (van de heilige Tranquillus, martelaar).

## Trivia

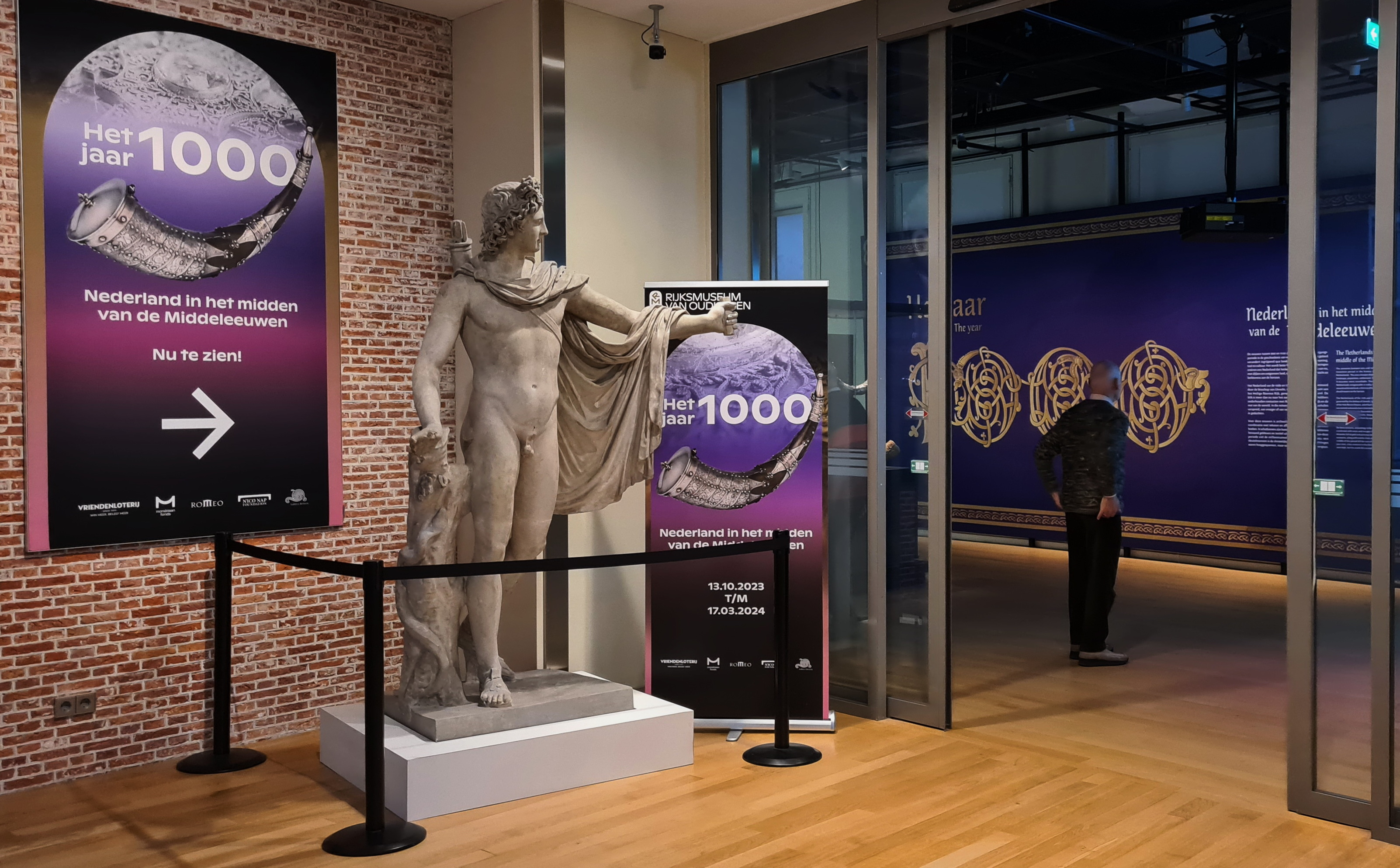
Entree Het jaar 1000 in het Rijksmuseum van Oudheden. De vikinghoorn fungeerde als beeldmerk op de tentoonstellingsposters

- In 2014 was de Vikinghoorn te zien in de tentoonstelling Vikingen in de Lage Landen in het Centre Céramique in Maastricht, waar het een van de weinige voorwerpen was die daadwerkelijk uit de Vikingtijd stamden.[15]
- In 2019-2020 was de Maastrichtse Vikinghoorn te zien in de tentoonstelling Wij Vikingen in het Fries Museum in Leeuwarden. Diverse publicaties gingen vergezeld met een foto van de reliekhoorn, die daarmee een van de boegbeelden van de tentoonstelling werd.[16]
- In 2023-2024 was de Vikinghoorn te zien in Het jaar 1000 in het Rijksmuseum van Oudheden te Leiden. Ook nu weer werd de hoorn afgebeeld als beeldmerk van de tentoonstelling.[17]